# Moirans-en-Montagne
Moirans-en-Montagne település Franciaországban, Jura megyében. Lakosainak száma 2121 fő (2022. január 1.). Moirans-en-Montagne Crenans, Martigna, Charchilla, Les Crozets, Étival, Lect, Maisod, Meussia, Onoz, Ravilloles, Villards-d’Héria és Coteaux du Lizon községekkel határos.

## Népesség
A település népességének változása:
| Lakosok száma | 1551 | 1954 | 2018 | 2248 | 2227 | 2088 | 2099 | 2120 | 2133 | 2121 |
|               | 1968 | 1982 | 1990 | 2006 | 2013 | 2015 | 2017 | 2019 | 2020 | 2022 |